# Neerpelt
Neerpelt är en tidigare kommun i Belgien   i provinsen Limburg och regionen Flandern, i den nordöstra delen av landet, 90 km nordost om huvudstaden Bryssel. Antalet invånare 2018 var 17 174.
Den 1 januari 2019 bildade Neerpelt och grannkommunen Overpelt den nya kommun Pelt.
Omgivningarna runt Neerpelt är en mosaik av jordbruksmark och naturlig växtlighet. Runt Neerpelt är det ganska tätbefolkat, med 179 invånare per kvadratkilometer.